# Nhà thờ chính tòa Chúa Kitô (Garden Grove, California)

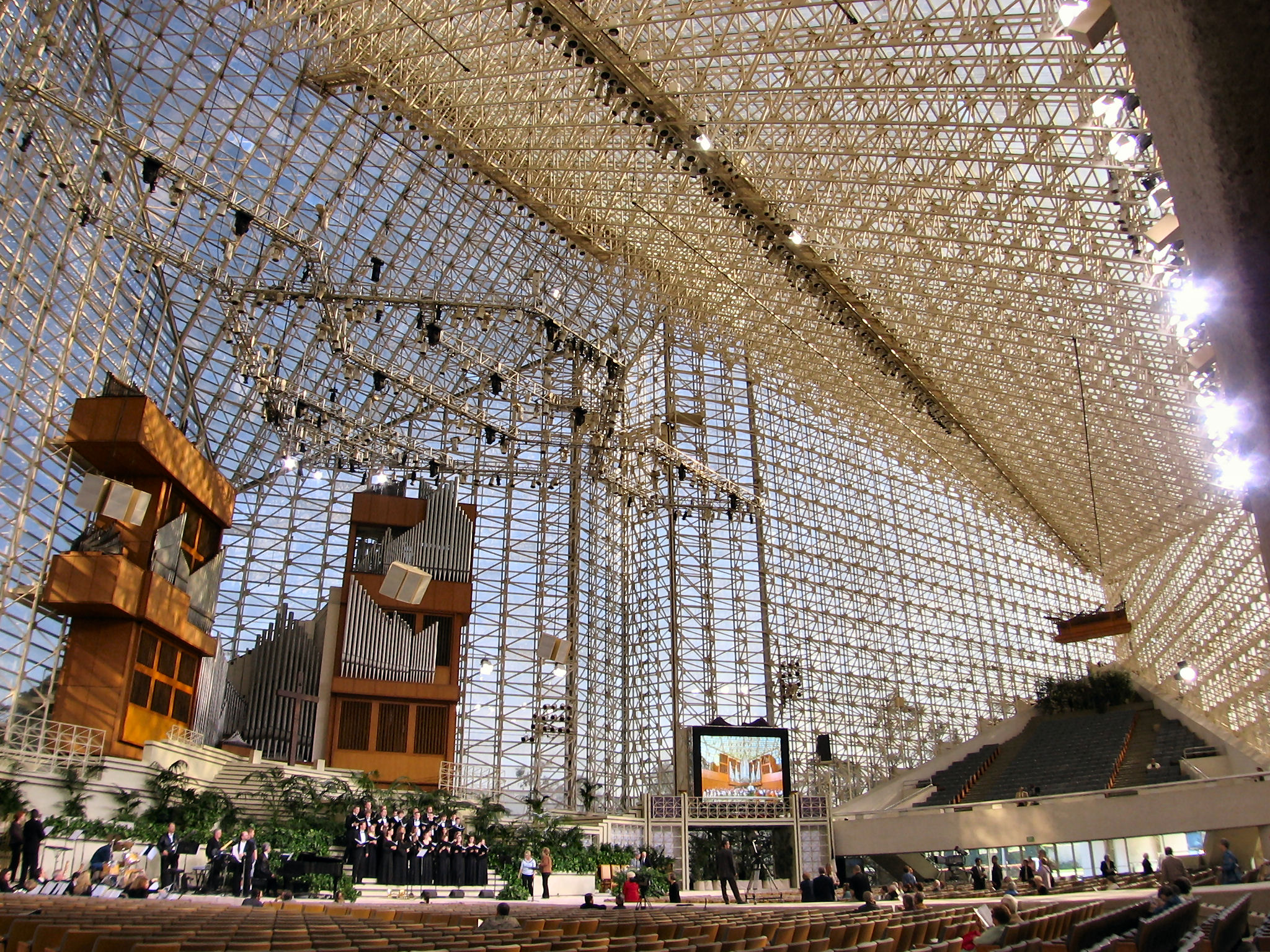
Nội thất nhà thờ Pha Lê

Nhà thờ chính tòa Chúa Kitô (tiếng Anh: Christ Cathedral, hay còn gọi tên thông dụng là Nhà thờ Kiếng, Nhà thờ chính tòa Pha Lê, tiếng Anh: Crystal Cathedral) là nhà thờ chính tòa của Giáo phận Orange (Garden Grove, California, Hoa Kỳ). Nhà thờ này do kiến trúc sư Philip Johnson thiết kết, xây dựng hoàn tất vào năm 1981 với sức chứa 2.736 người ngồi. Sở dĩ có tên là Kiếng hoặc Pha Lê vì kiến trúc đặc trưng của nhà thờ này là sử dụng nhiều vật liệu bằng kiếng.

## Lịch sử
Ban đầu, nhà thờ này là nơi thờ phượng chính của Đại giáo đoàn Crystal thuộc Giáo hội Cải cách Hoa Kỳ (Tin Lành) do mục sư Robert H. Schuller thành lập vào năm 1955. Đến tháng 10 năm 2010, Đại giáo đoàn này đã đệ đơn xin phá sản.
Tháng 2 năm 2012, nhà thờ Crystal được bán cho Giáo phận Công giáo Orange để làm nhà thờ chính tòa tương lai của giáo phận này. Theo các điều khoản của thương vụ, nhà thờ Crystal sẽ tiếp tục được phía Tin Lành sử dụng trong vòng ba năm trước khi cải tạo chức năng thành một nhà thờ Công giáo vào năm 2016, và sẽ đổi tên thành Nhà thờ chính tòa Chúa Kitô. Nhà thờ này sẽ chính thức được cung hiến như là một nhà thờ Công giáo vào ngày 17 tháng 7 năm 2019.

## Cộng đồng người Công giáo Việt Nam
Trong khuôn viên nhà thờ này, Cộng đồng người Công giáo Việt Nam cũng đang xây dựng một khu quảng trường - tượng đài Đức Mẹ La Vang.